# Jay Cutler (culturista)
Jason Isaac Cutler (Sterling, 3 agosto 1973) è un culturista e imprenditore statunitense.
Soprannominato Ono, è uno dei volti più noti del culturismo dei primi anni 2000 e nel suo palmares spiccano quattro vittorie al Mister Olympia (2006, 2007, 2009 e 2010).

## Biografia
Cutler ha lavorato nell'impresa di famiglia di realizzazione di cemento, la Cutler Bros. Concrete dall'età di undici anni, ma iniziò ad allenarsi a diciotto come senior alla Wachusett Regional High School. Nel 1993 si è laureato alla Quinsigamond Community College in giustizia penale con l'intenzione di lavorare come riabilitatore in una prigione di massima sicurezza. Dopo un incontro con Marcos Rodriguez decise di dedicarsi seriamente al bodybuilding e vinse il suo primo titolo nel 1993 all'Iron Bodies Invitational; la sua prima gara, il Gold's Gym Worcester Bodybuilding Championship, si tenne l'anno precedente e si piazzò secondo. Nel triennio 2002-2004 è stato il vincitore dell'Arnold Classic.
Nel 2006 si aggiudica per la prima volta il titolo di Mr. Olympia battendo Ronnie Coleman, che veniva da otto vittorie consecutive; prima di questa vittoria si era classificato per quattro volte al secondo posto dietro proprio Coleman (nel 2001 era risultato positivo ad un diuretico bandito, ma dopo aver vinto la causa relativa al suo secondo posto venne riconosciuto di nuovo). Dopo aver bissato il successo l'anno successivo ed aver ottenuto un nuovo secondo posto nel 2008, nel 2009 arriva il terzo titolo davanti a Branch Warren e Dexter Jackson, quest'ultimo vincitore nel 2008. Vince anche l'edizione 2010 battendo Phillip Heath, secondo, e Warren terzo. Nel 2011 ottiene un nuovo secondo posto dietro a Phillip Heath. La sua ultima partecipazione all'Olympia risale al 2013, quando si piazza sesto dietro Jackson.
Dopo il ritiro dal bodybuilding professionistico continua comunque ad allenarsi e a partecipare ad esposizioni e a gare come ospite; ha inoltre fondato una linea di integratori alimentari che porta il suo nome, la Cutler Nutrition, e una linea di abbigliamento, la Cutler Athletics. Attualmente è l'unico body builder ad aver riconquistato il titolo di Mr. Olympia per ben due volte consecutive dopo essere stato battuto mentre era campione in carica. Il 12 settembre 2021 è stato inserito nel 2021 ISHOF (“International Sports Hall Of Fame”).

## Dati personali

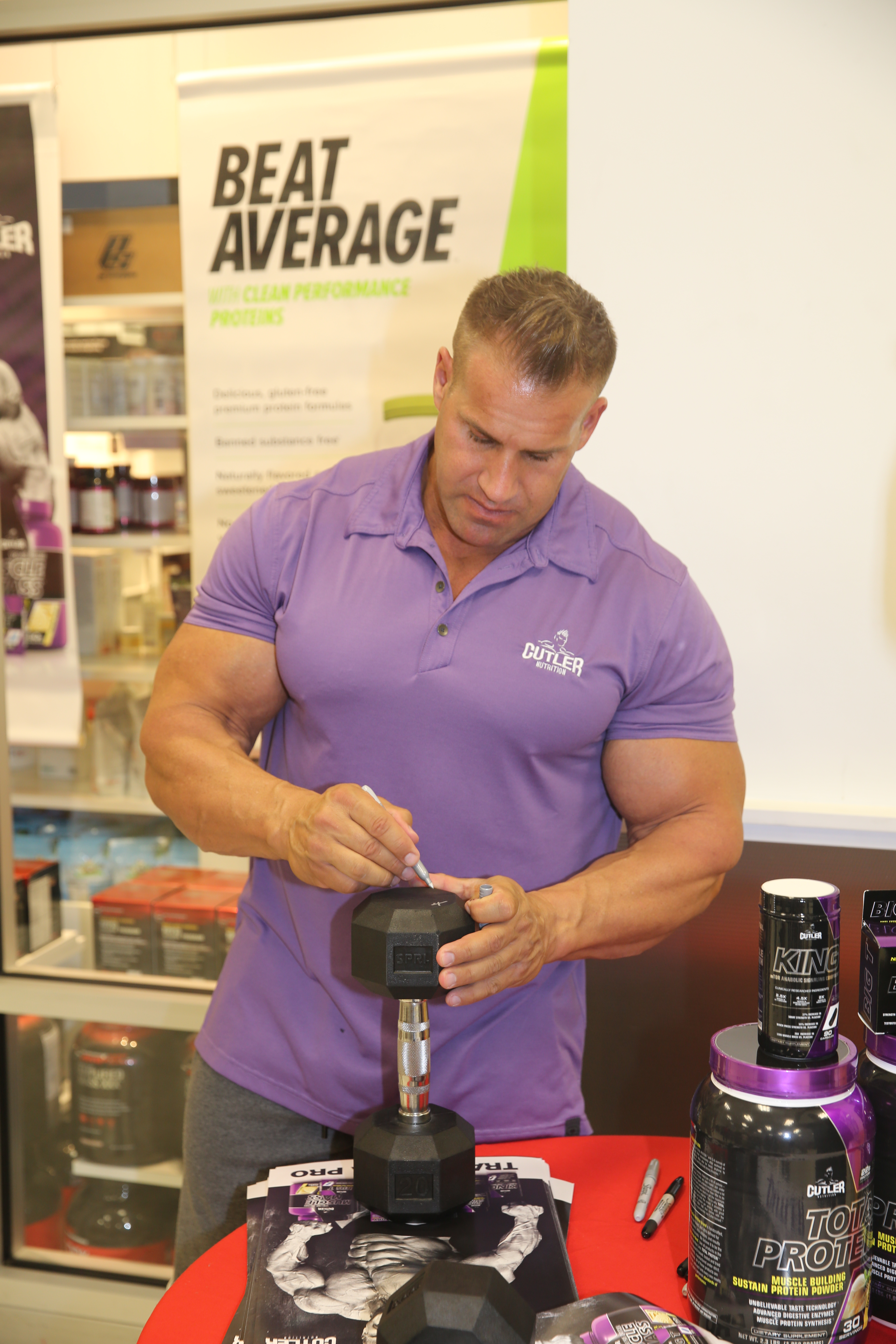
Jay Cutler firma autografi, agosto 2014

Cutler è apparso su diverse riviste di fitness e collabora con il sito Bodybuilding.com. Attualmente vive a Las Vegas insieme alla moglie Kerry e ai due cani Scrappy e Trace.
La sua carne preferita è la bistecca e ritiene che occorra mangiare ogni ora e mezza.
Misure corporee:
- Altezza: 178 cm[1]
- Braccio: 57 cm[1]
- Vita: 86 cm[1]
- Cosce: 79 cm[1]
- Polpaccio: 51 cm[1]
- Collo: 50 cm[1]
- Petto: 150 cm
- Peso in gara: 118 kg
- Peso fuori gara: 132 kg

## Vittorie conseguite
- 1993 NPC Iron Bodies Invitational – Teenage & Men's Middleweight
- 1993 NPC Teen Nationals – Middleweight
- 1995 NPC U.S. Tournament of Champions – Men's Middleweight and Overall
- 2000 IFBB Night of Champions
- 2002 Arnold Classic
- 2003 Arnold Classic
- 2003 Ironman Pro Invitational
- 2003 San Francisco Pro Invitational
- 2003 Dutch Grand Prix
- 2003 British Grand Prix
- 2004 Arnold Classic
- 2006 Austrian Grand Prix
- 2006 Romanian Grand Prix
- 2006 Dutch Grand Prix
- 2006 Mr. Olympia
- 2007 Mr. Olympia
- 2009 Mr. Olympia
- 2010 Mr. Olympia

## Classifica piazzamenti
- 1992 Gold Gym Worcester Bodybuilding Championships – 2nd
- 1996 NPC Nationals, 2nd place Light Heavyweight (earned IFBB pro card)
- 1998 IFBB Night of Champions – 11th
- 1999 Arnold Schwarzenegger Classic – 4th
- 1999 IFBB Ironman Pro Invitational – 3rd
- 1999 Mr. Olympia – 14th
- 2000 English Grand Prix – 2nd
- 2000 Joe Weider's World Pro Cup – 2nd
- 2000 Mr. Olympia – 8th
- 2000 Mr. Olympia Rome – 2nd
- 2001 Mr. Olympia – 2nd
- 2003 Mr. Olympia – 2nd
- 2003 Russian Grand Prix – 2nd
- 2003 GNC Show of Strength – 2nd
- 2004 Mr. Olympia – 2nd
- 2005 Mr. Olympia – 2nd
- 2008 Mr. Olympia – 2nd
- 2011 Mr. Olympia – 2nd
- 2011 Sheru Classic – 2nd
- 2013 Mr. Olympia – 6th

## DVD
- Jay Cutler – A Cut Above (1999)
- Jay Cutler – New Improved and Beyond (2003)
- Jay Cutler – Ripped to Shreds (2004)
- Jay Cutler – One Step Closer (2005)
- Jay Cutler – From Jay To Z (2007)
- Jay Cutler – My House (2007)
- Jay Cutler – All Access (2009)
- Jay Cutler – Undisputed (2010)
- Jay Cutler – The Ultimate Beef: A Massive Life in Bodybuilding (2010)
- Jay Cutler – King (2011)

## Libri
- CEO MUSCLE- Jay Cutler's no Nosense Guide To Succesful Bodybuilding ISBN 978-0-9744572-0-8

## Filmografia
- Generation Iron, regia di Vlad Yudin (2013) - Documentario